# Уэдделл, Хью Элджернон
Хью Э́лджернон Уэ́дделл (англ. Hugh Algernon Weddell) — британский ботаник.
Уэдделл родился в Берч-Хаус, Пейнсвик, около Глостера, Англия, но вырос во Франции и получил образование в лицее Анри IV, где он получил медицинскую степень в 1841 году. Также изучал ботанику и стал уважаемым членом французского ботанического братства. 
Работы его систематические и касаются преимущественно американской флоры. Главнейшие из них: «Histoire naturelle des Quinquinas ou Monographie du genre Cinchona» (Париж, 1849); « Additions à la Flore de l’Аmerique du Sud» (Париж, 185 0); «Monographie de la famille des urticeés» (Париж, 1856); «Chloris andina. Essai d’une Flore de la région alpine des Cordillières et de l’Amérique du Sud» (Париж, 1855—57).
В честь Уэдделла названы следующие виды животных и растений: буроголовая аратинга (Aratinga weddellii), Aristolochia weddellii, Anadoras weddellii, Lophophytum weddellii, Ranunculus weddellii и Solanum weddellii.